# 三王岩 (岩手県)

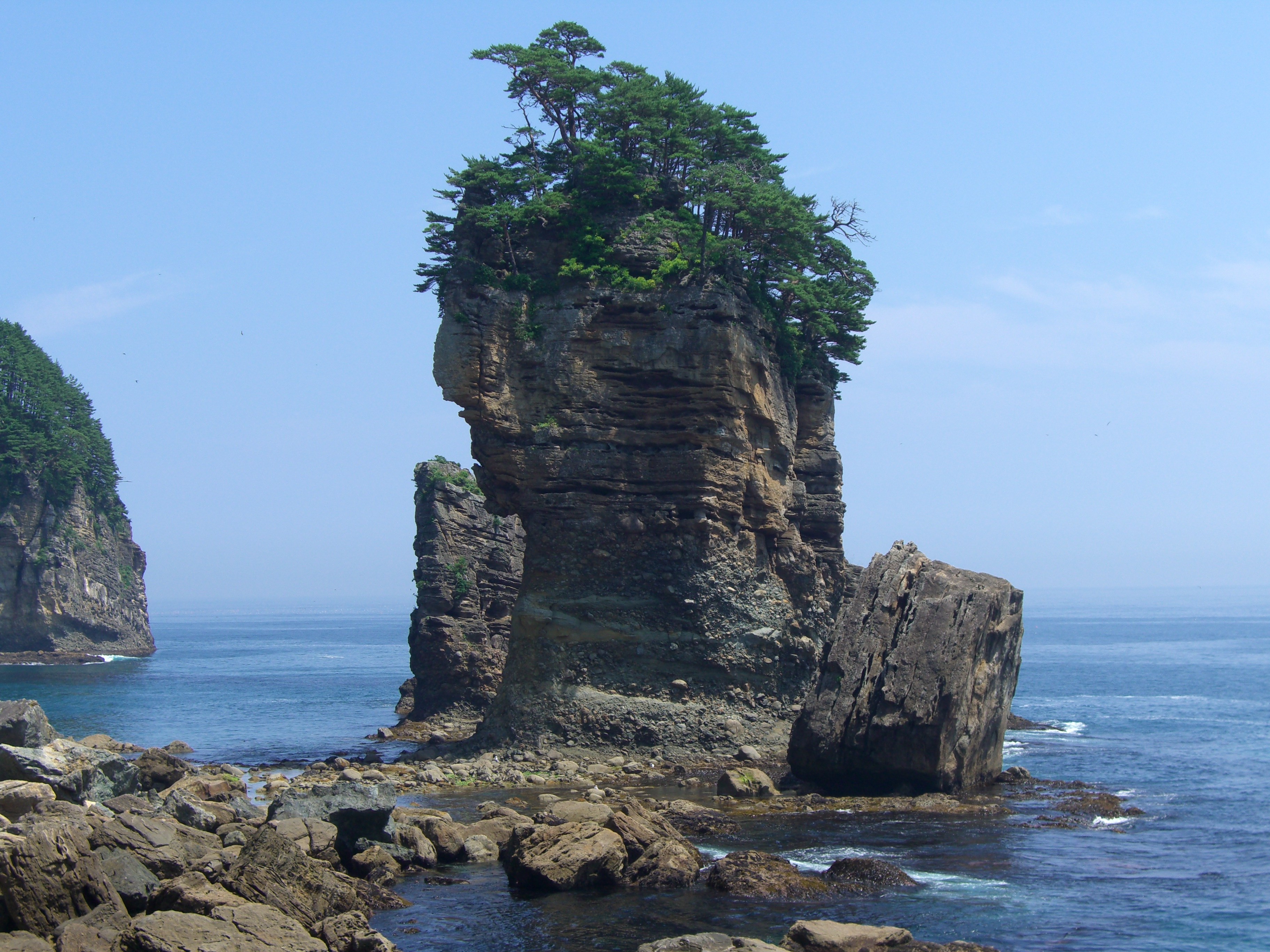
三王岩（手前より太鼓岩、男岩、女岩）

三王岩（さんのういわ）は岩手県宮古市田老にある海岸景勝地。男岩（高さ50m）、女岩（高さ23m）、太鼓岩（高さ17m）が並び立つ。1992年9月4日、県指定天然記念物に指定された。遊歩道などの施設も整備されていた。2011年の東日本大震災の影響により岩自体は津波に耐えたものの、遊歩道は一部破損、手すりはもぎ取られ立ち入りは危険な状態にあり、役所としては立ち入らないように遊歩道入口に注意書きが書かれている。三陸復興国立公園内に属する。